# Gyllenlack
Gyllenlack eller lackviol (Erysimum cheiri) är en växtart i familjen korsblommiga växter.  
Den är tvåårig eller flerårig. Plantan blir 25 till 80 centimeter hög och växer vid bäckar, på ängar och i fuktig lövskog. Den växer vilt i Europa, särskilt i Medelhavsområdet, och har införts av människan även till andra världsdelar.  
Liksom många andra arter i familjen korsblommiga växter har den gula blommor med fyra kronblad. De gröna bladen är ganska smala och upp till 20 centimeter långa. Stjälken är hårig. 
Gyllenlack blommar först i sitt andra levnadsår. Den odlas som trädgårdsväxt i flera länder. Växten innehåller det svaga giftet Cheiritoxin. 